# حي الفيصلية (الدلم)
حي من احياء مدينة الدلم.

## الموقع
يقع حي الفيصلية في وسط مدينة الدلم وسمي بذلك الاسم نسبة للأرض المملوكة للأمير فيصل بن سلمان بن محمد ال سعود ويحد حي الفيصلة (شمالاً) حي الصحنة (جنوبًا) حي السلمانية (غربًا) و سويس (شرقًا)، ويوجد في حي الفيصلية خزان المياة الذي يغذي مدينة الدلم وهو أحد المعالم الموجودة في الدلم.

## عددالسكان
ما يقارب 300 نسمة.